# Municipio de Mona
El municipio de Mona (en inglés: Mona Township) es un municipio ubicado en el condado de Ford en el estado estadounidense de Illinois. En el año 2010 tenía una población de 334 habitantes y una densidad poblacional de 3,56 personas por km².

## Geografía
Según la Oficina del Censo de los Estados Unidos, el municipio tiene una superficie total de 93.73 km², de la cual 93,73 km² corresponden a tierra firme y (0 %) 0 km² es agua.

## Demografía
Según el censo de 2010, había 334 personas residiendo en el municipio de Mona. La densidad de población era de 3,56 hab./km². De los 334 habitantes, el municipio de Mona estaba compuesto por el 98,8 % blancos, el 0,6 % eran asiáticos y el 0,6 % eran de una mezcla de razas. Del total de la población el 1,2 % eran hispanos o latinos de cualquier raza.